# Pidriš
Pidriš är ett samhälle i Bosnien och Hercegovina.   Det ligger i entiteten Federationen Bosnien och Hercegovina, i den centrala delen av landet, 60 km väster om huvudstaden Sarajevo. Pidriš ligger 933 meter över havet och antalet invånare är 307.
Terrängen runt Pidriš är kuperad västerut, men österut är den bergig. Närmaste större samhälle är Gornji Vakuf, 5,8 km norr om Pidriš.
Omgivningarna runt Pidriš är en mosaik av jordbruksmark och naturlig växtlighet. Runt Pidriš är det ganska tätbefolkat, med 93 invånare per kvadratkilometer.